# فرنسيس أغسطس رايت
فرنسيس أغسطس رايت (بالإنجليزية: Francis Augustus Wright)‏ هو سياسي أسترالي، ولد في 1 أغسطس 1835 في لندن في المملكة المتحدة، وتوفي في 1 أكتوبر 1903 في أستراليا. حزبياً، نشط في حزب التجارة الحرة. وقد انتخب عضو الجمعية التشريعية نيو ساوث ويلز.